# ひねもす (工作)
ひねもすは、パイプ状に巻いた色紙（包装紙、和紙、あるいは不要なチラシなどでも可）を、切る、穴を開ける、連結するなどして様々なものを作って楽しむ遊び。
株式会社コトよりひねもすキットという、製作のための工具・パーツが製造販売されていた。

## 概要
アートスティックという紙パイプを使って作る工作である。アートスティックは色紙、包装紙、和紙、あるいは不要なチラシなどを後述の「ひねもすキット」に同梱のモスローラーでパイプ状に巻いて作る。更に切る、穴を開ける、連結するなどしていろいろなものを作る。公式サイトには作品の作り方が多数掲載されている。
紙パイプ素材のメリットとして、切ったり曲げたりしやすく強度がある、作業時に手を汚さないなどが挙げられる。また創造性を養うことができる遊びとして教育現場でも採用されている。

### 「ひねもすキット」の内容
1. 専用ローラー「モスローラー」
2. 専用パンチ「モスパンチ」
3. スケール＆ストッパー（モスパンチとともに使う）
4. 専用プラスチックカッター「モスカッター」
5. スティックのり
6. 冊子類(作品作り方レシピ、作品カタログ、登録ハガキ)

### オプション
モスジョイント
スティックの接続パターンを増やすことができる。繰り返しの使用に耐える「ソフトモスジョイント」もある。
モスカーブ
スティックをセットして曲げることで手で曲げた場合に比べ、滑らかな曲線を作ることができる。
ひねもす手芸
作り方の解説本。